# Старотясминський (заказник)
Старотя́сминський — гідрологічний заказник місцевого значення в Черкаському районі Черкаської області.

## Опис
Заказник площею 12 га розташовано біля с. Зам'ятниця у долині р. Тясмин.
Як об'єкт природно-заповідного фонду створено рішенням Черкаської обласної ради від 23.12.1998 р. № 5-3. Землекористувач або землевласник, у віданні якого знаходиться заповідний об'єкт — Медведівська сільська громада.
Під охороною старе русло р. Тясмин, регулятор гідрологічного режиму з типовою рослинністю.

## Галерея

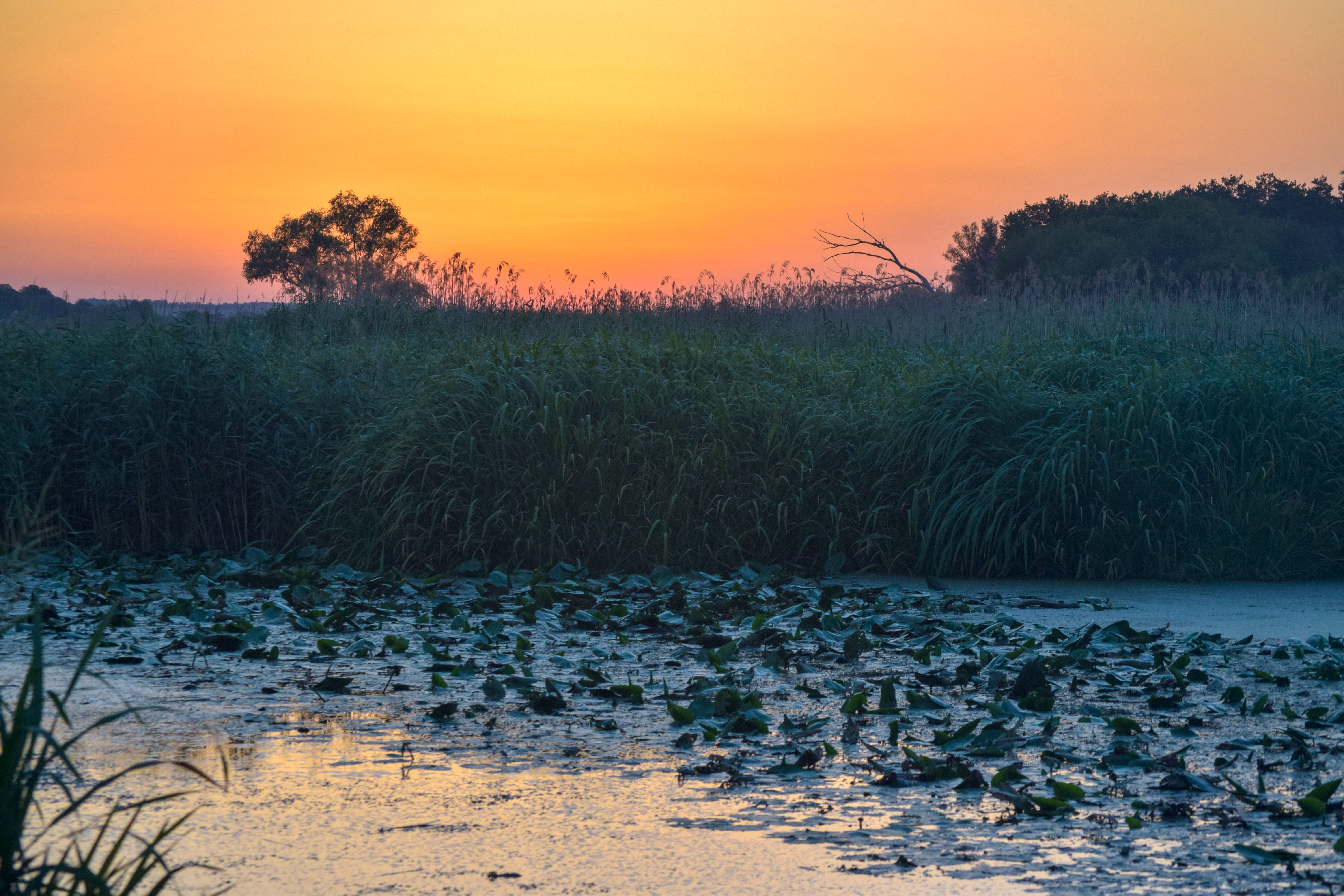
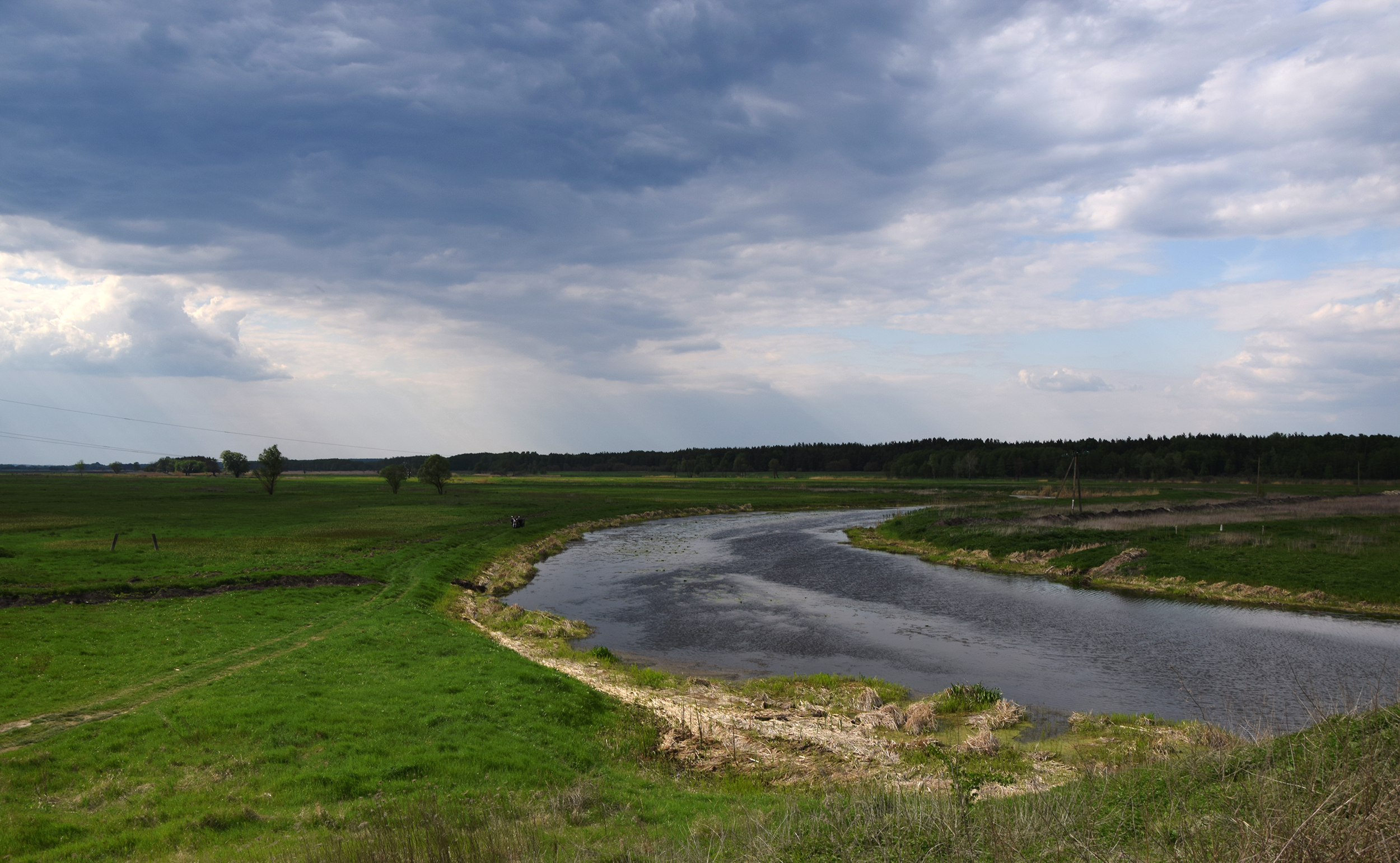